# Ceratomia undulosa
Ceratomia undulosa är en fjärilsart som beskrevs av Walker 1856. Ceratomia undulosa ingår i släktet Ceratomia och familjen svärmare. Inga underarter finns listade i Catalogue of Life.

## Beskrivning

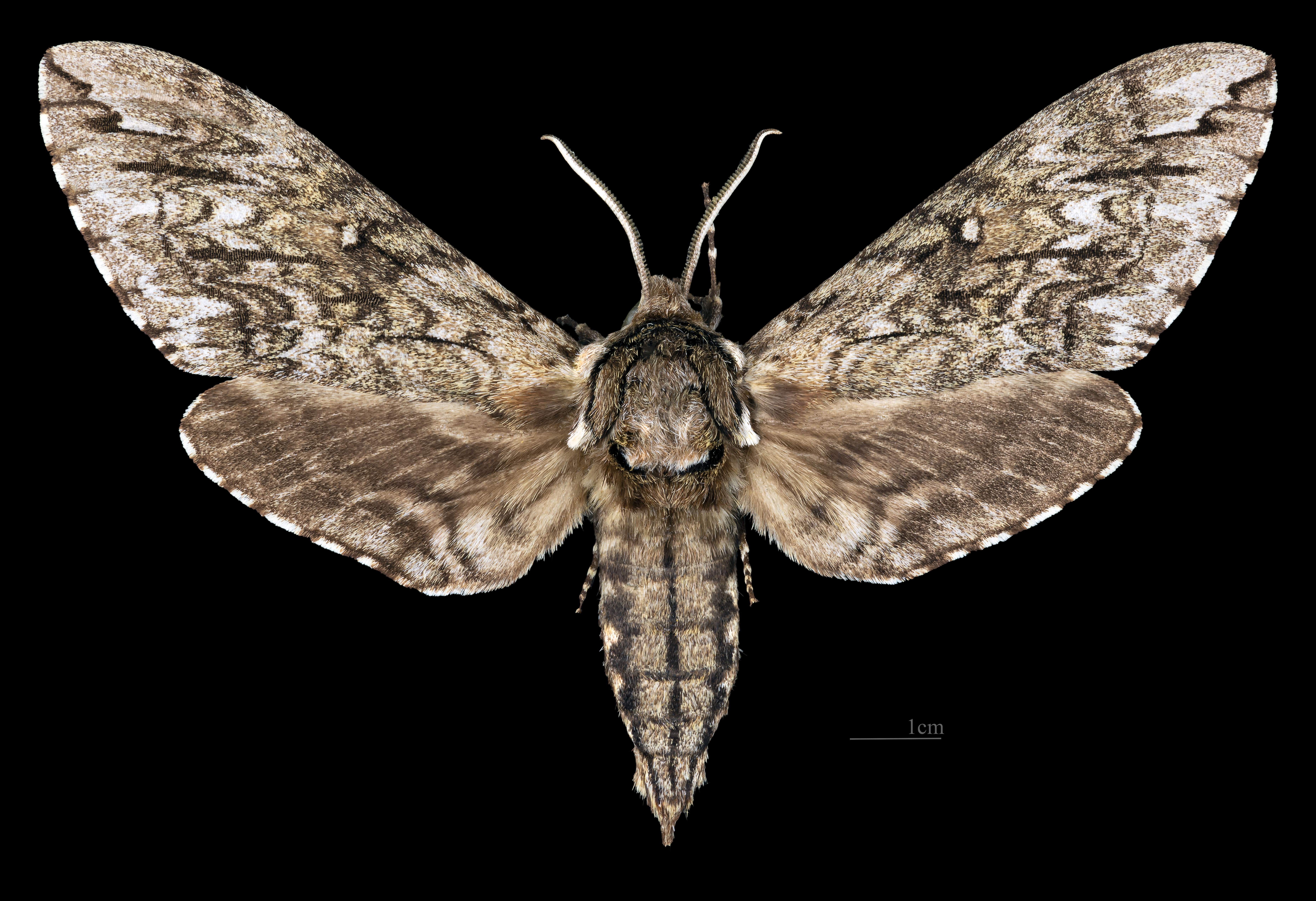
Ceratomia undulosa♂
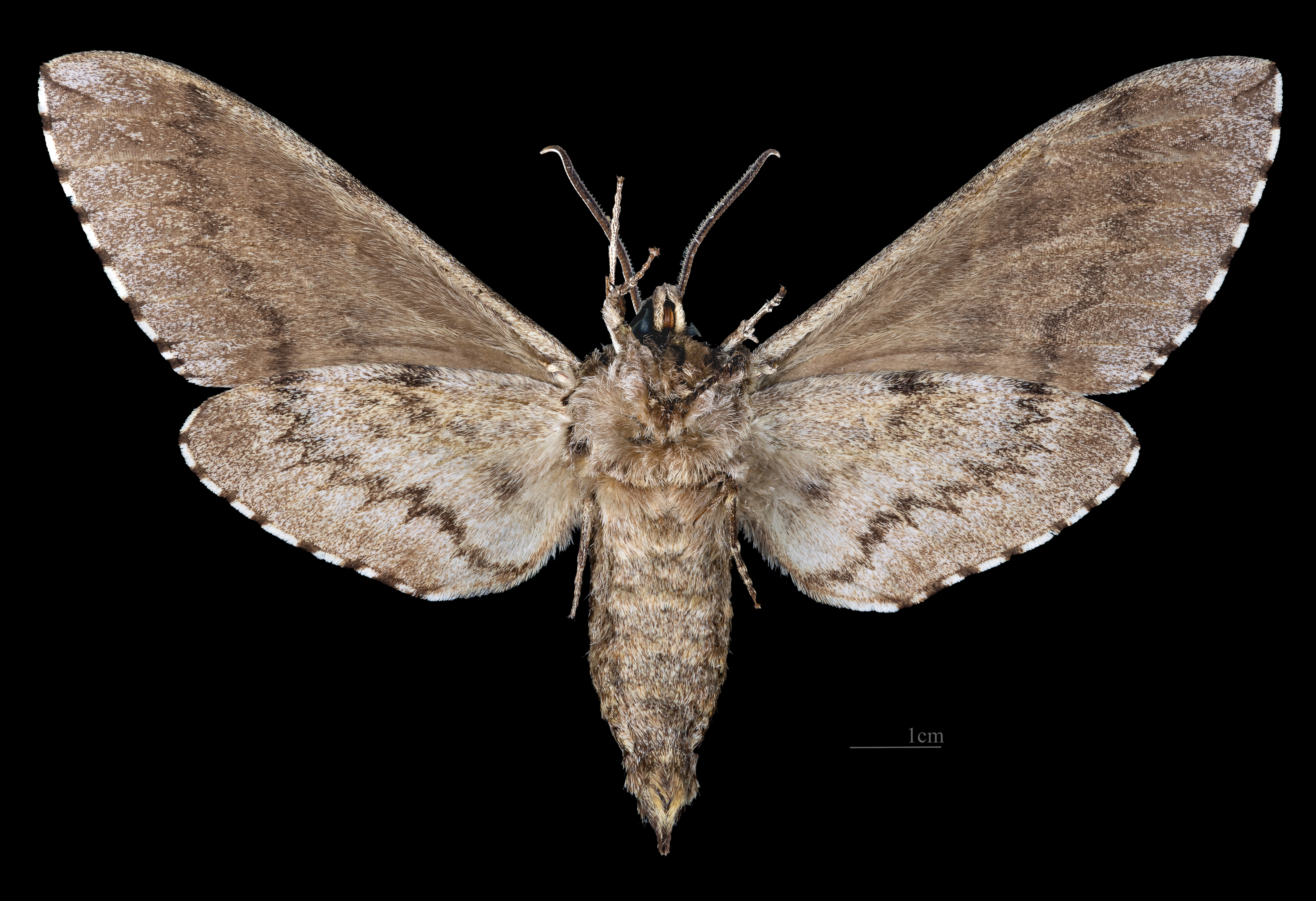
Ceratomia undulosa♂   △
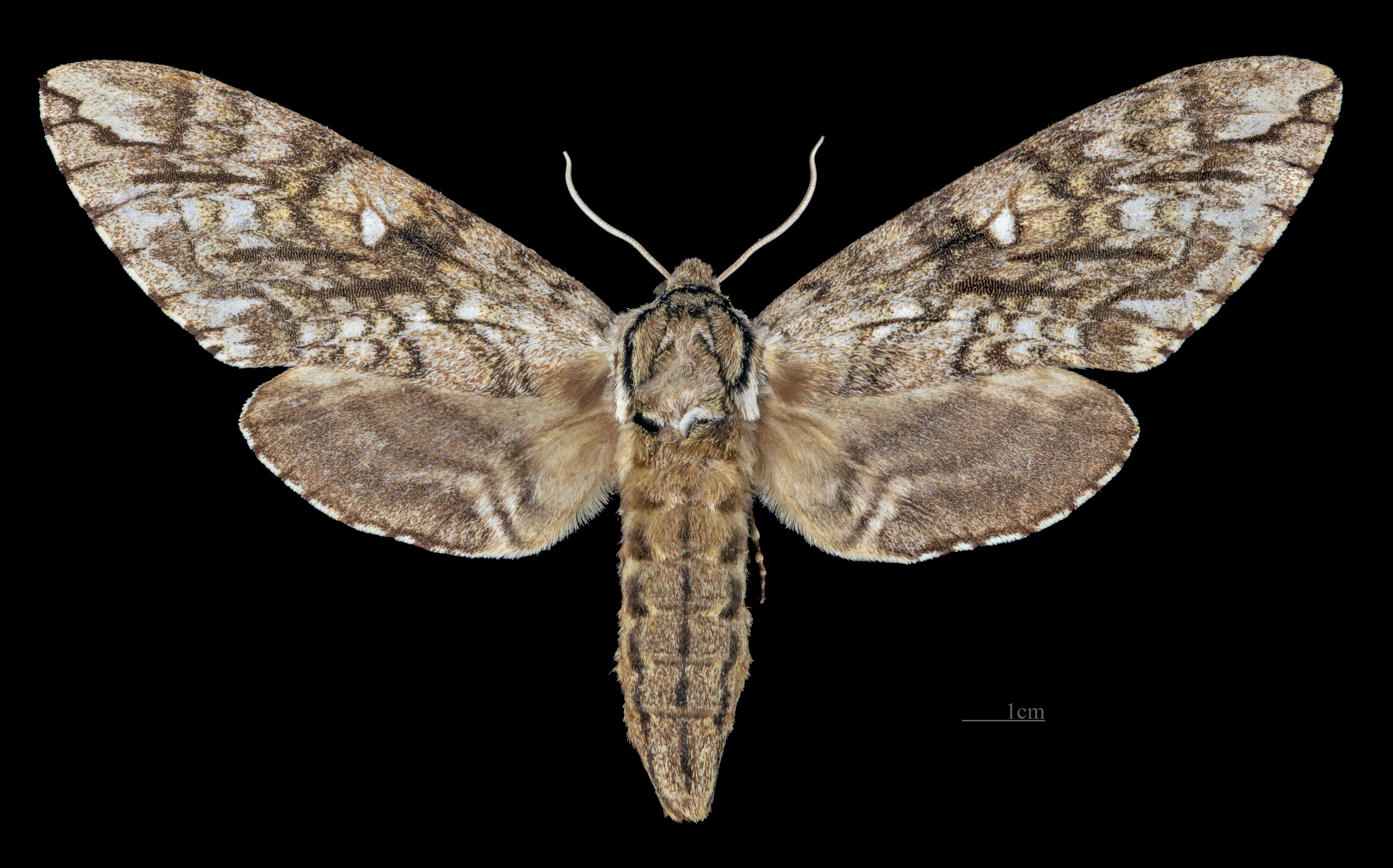
Ceratomia undulosa ♀
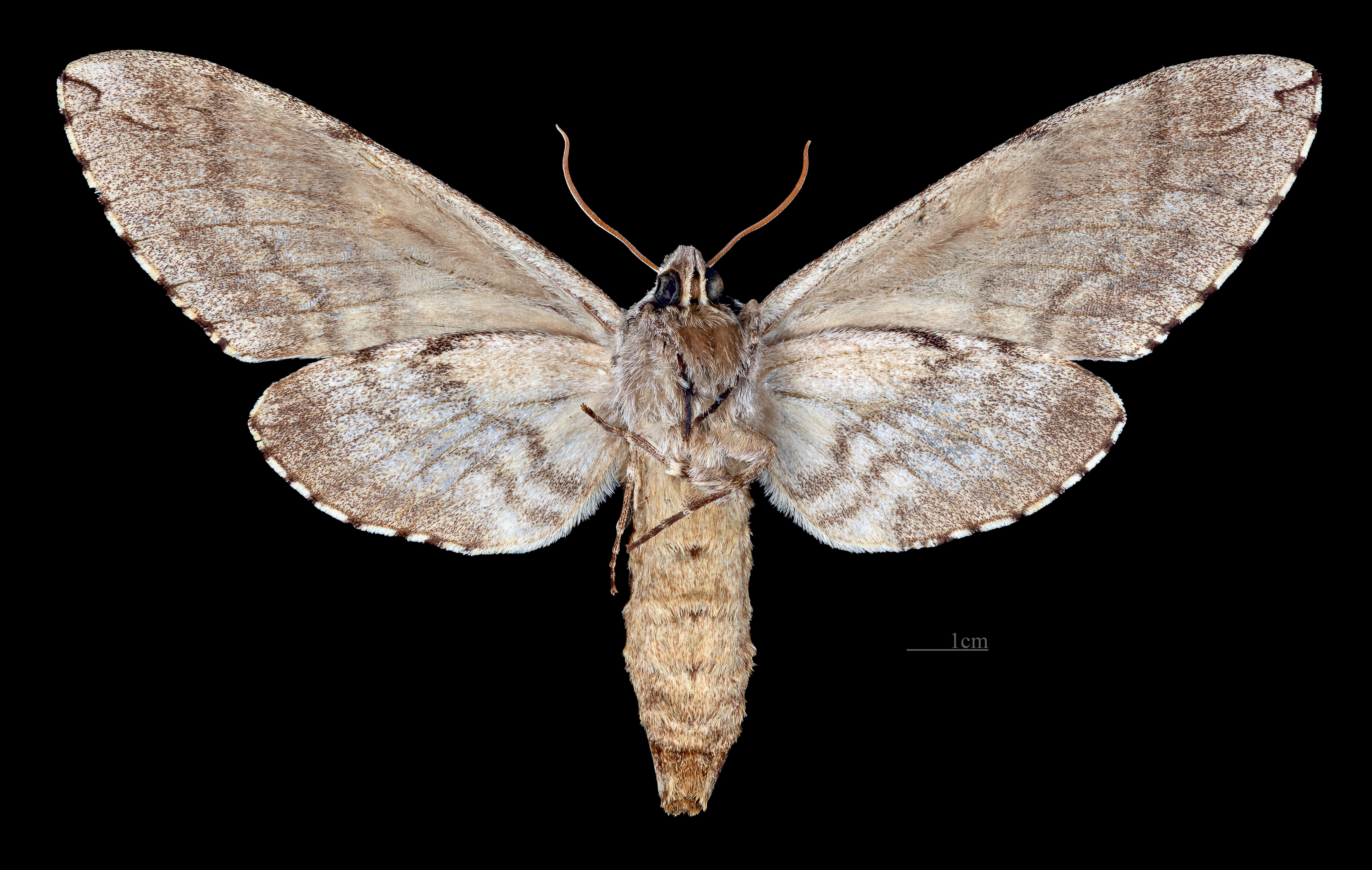
Ceratomia undulosa  ♀ △
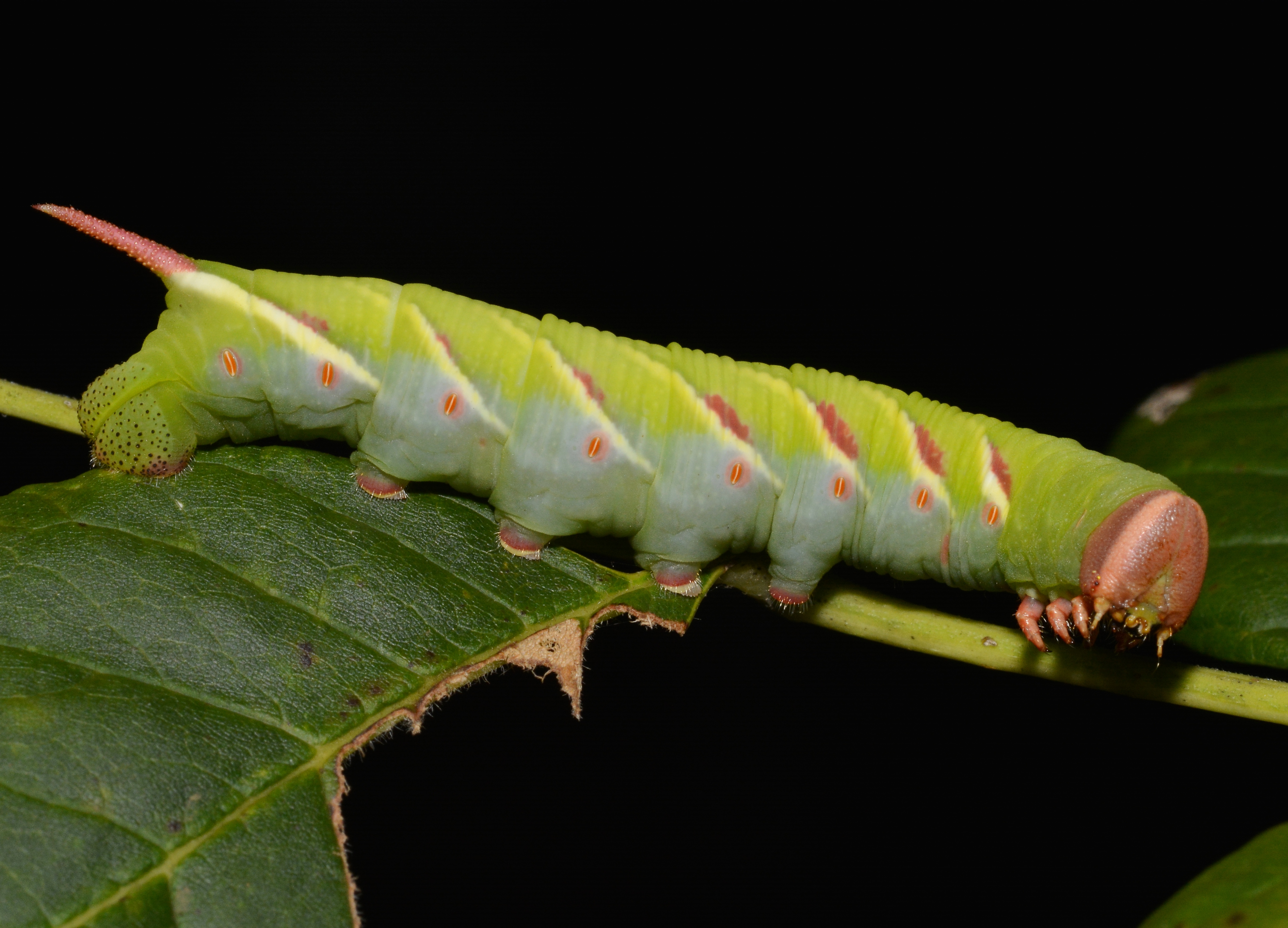
från caterpillar